# نیکولای ژوکوفسکی
نیکلای ایگوروویچ ژوکوفسکی (روسی: Никола́й Его́рович Жуко́вский؛ IPA: [ʐʊˈkofskʲɪj]; انگلیسی: Nikolay Yegorovich Zhukovsky؛ ۱۷ ژانویه [سبک قدیمی:۵ ژانویه] ۱۸۴۷–۱۷ مارس ۱۹۲۱) دانشمند، ریاضیدان و مهندس روسی در زمینه مکانیک، پدر و بنیانگذار آیرودینامیک و هیدرودینامیک مدرن بود. در حالی که دانشمندان معاصر او ایده پرواز بشر را به تمسخر می‌گرفتند، ژوکوفسکی اولین کسی بود که بر روی جریان هوا مطالعه کرد. او اغلب پدر حمل و نقل هوایی روسیه خوانده می‌شود.

## فعالیت‌های علمی
نیکلای ژوکوفسکی در سال ۱۸۹۰ اولین تحقیقات خود در رشته هوانوردی «تئوری پرواز» را به چاپ رساند. این اثر پس از مطالعات دقیق علم دینامیک و مسیر پرواز «معلمان پردار» دانشمند — پرندگان- نوشته شد. با گذشت زمان این نظارت‌ها اساس تئوریکی برای شکل سازی‌های پرواز را تشکیل داد.
در سال ۱۹۰۲ تحت ریاست ژوکوفسکی در دانشگاه مسکو یکی از اولین لوله‌های آئرودینامیکی ساخته شد. کمی دیرتر در حومه مسکو اولین انستیتو آئرودینامیک اروپا ساخته شد. در این انستیتو بخش پرواز سازماندهی و گشایش یافت.
در سال ۱۹۰۵ میلادی ژوکوفسکی گزارشی ارائه داد که در آن برای اولین بار فرمول بلند کردن وزن معرفی شد. این فرمول اساس تمام محاسبات آئرودینامیکی هواپیماها را تشکیل داد. ژوکوفسکی پس از ۱۰ سال تئوری کار مارپیچ هوایی را محاسبه کرد که تاکنون بر آن اساس مارپیچ‌های هوایی هواپیماها طراحی و ساخته می‌شوند.
در دسامبر سال ۱۹۱۸ میلادی انستیتوی آئروهیدرودینامیک در حومه مسکو، بنیان گذاشته شد. هم‌اکنون این انستیتو بزرگترین مرکز علمی هوانوردی روسیه است که به نام بنیان گذارش «ژوکوفسکی» نامیده می‌شود و همچنان به کار خود ادامه می‌دهد و پیشرفت می‌کند. شهر ژوکوفسکی در حول این انستیتو بنا شده‌است. یکی از بهترین میدان‌های هوای آزمایشی روسیه در این شهر قرار دارد. علاوه بر آزمایش هواپیماها، پایگاه هوایی وزارت حوادث غیرمترقبه روسیه نیز در آنجا مستقر است. از سال ۱۹۹۲ میلادی هر دو سال یکبار در شهر «ژوکوفسکی» نمایشگاه بین‌المللی هوا فضا برگزار می‌شود.

## افتخارات
- شهری در نزدیکی مسکو و دهانه ژوکوفسکی روی ماه هر دو به افتخار او نامگذاری شده‌اند.
- جایزه ایالتی ژوکوفسکی در سال ۱۹۲۰ برای بهترین آثار در ریاضیات تأسیس شد.
- آکادمی مهندسی نیروی هوایی روسیه به افتخار وی نامگذاری شده‌است که بعدها در آکادمی نیروی هوایی ژوکوفسکی - گاگارین دوباره سازماندهی شد.
- در ماه مه ۲۰۱۶، چهارمین فرودگاه بزرگ مسکو به افتخار وی نامگذاری شد.
- تبدیل ژوکوفسکی (Joukowsky transform) به افتخار او نامگذاری شده‌است،
- قضیه بنیادی آیرودینامیکی، قضیه کوتا-ژوکوفسکی، به نام او و ریاضی‌دان آلمانی مارتین کوتا نامگذاری شده‌است.
- موس‌فیلم در ۱۹۵۰ فیلم زندگینامه ژوکوفسکی را به کارگردانی وسیوالاد پودوفکین با موسیقی‌های ویساریون شبالین تولید کرد؛ که پودوفکین و شبالین در سال ۱۹۵۱ برای این فیلم جایزه دولتی اتحاد جماهیر شوروی را به دست آوردند.
- مؤسسه مرکزی هوایی هیدروودینامیکی روسیه و دانشگاه ملی هوافضای اوکراین - مؤسسه هواپیمایی هوایی خارکوف به نام او نامگذاری شده‌اند.
- خانه ژوکوفسکی موزه ای است که به پاسداشت یاد او در دسترس عموم است
- او همچنین برندهٔ جوایزی همچون نشان آنای مقدس (سنت آنا) شده‌است.

## نگارخانه

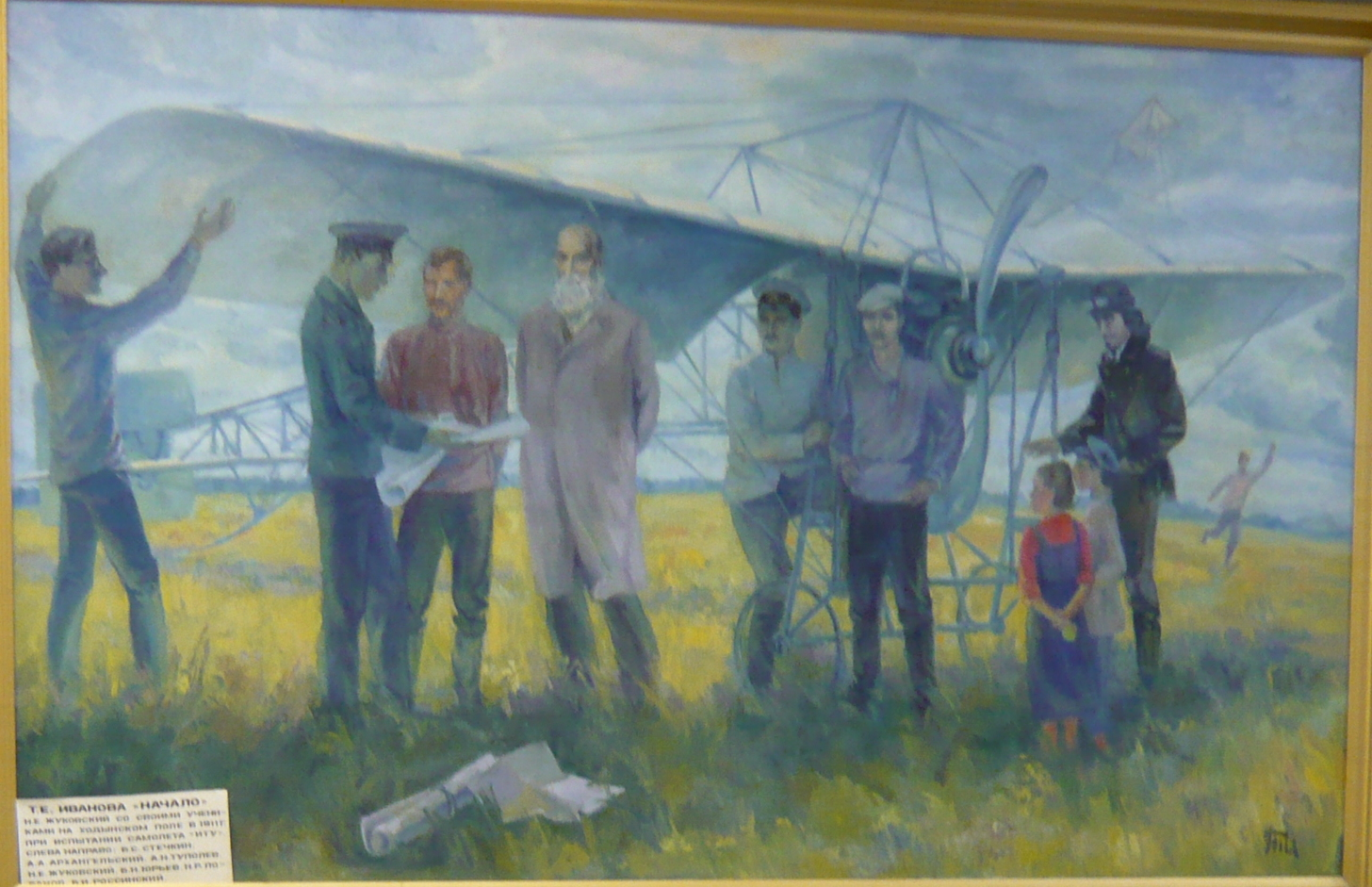
دانشمند روسی نیکولای ژوکوفسکی با دانش آموزانش، بخشی از نقاشی تاتیانا اوژنژینا ایوانوا، موزه موسسه حمل و نقل هوایی مسکو
هندسه ایرفویل
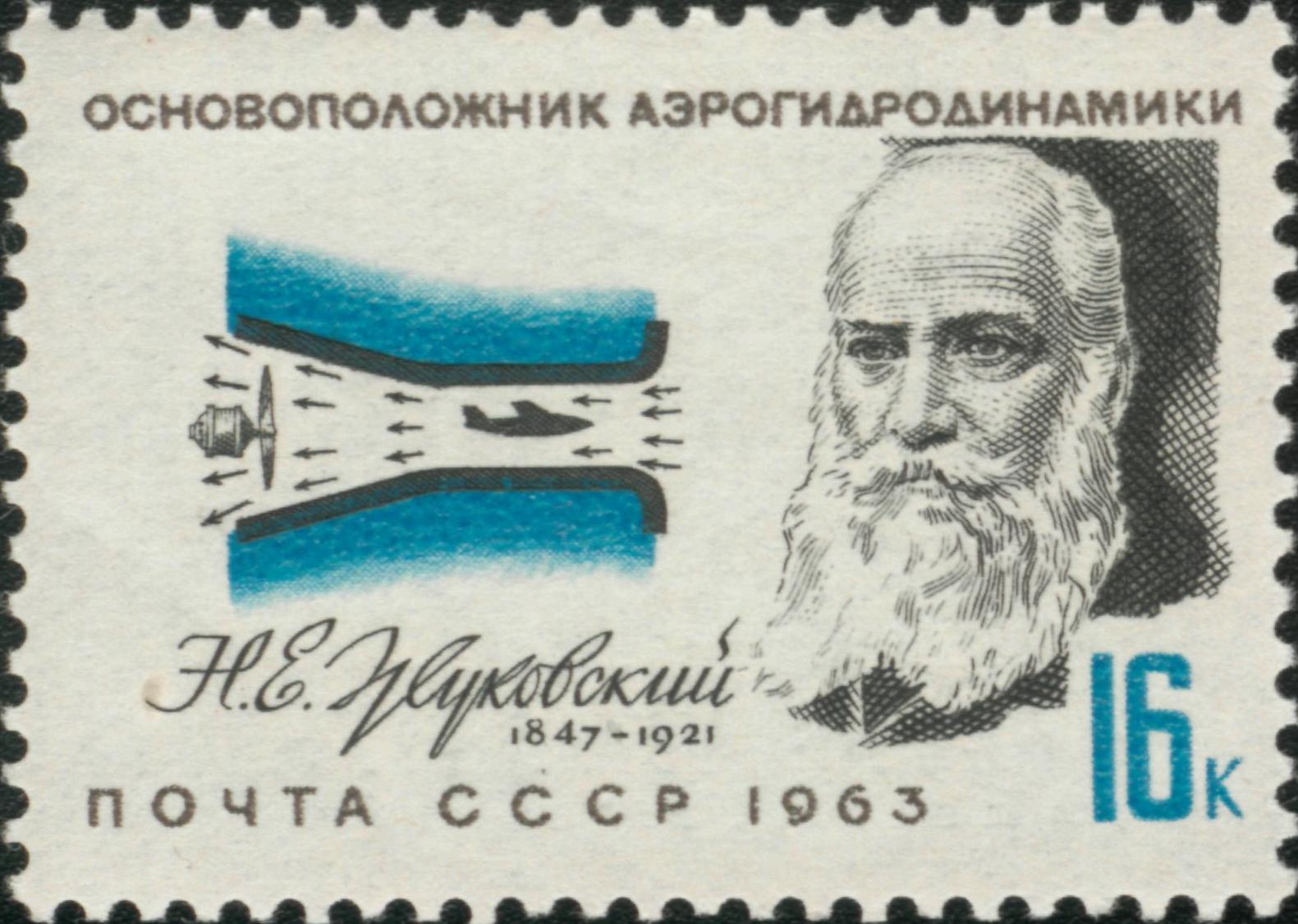
تمبر ۱۶ کوپکی از سری تمبرهای هوانوردی اتحاد جماهیر شوروی در سال ۱۹۶۳ که به ژوکوفسکی اختصاص یافته‌است.
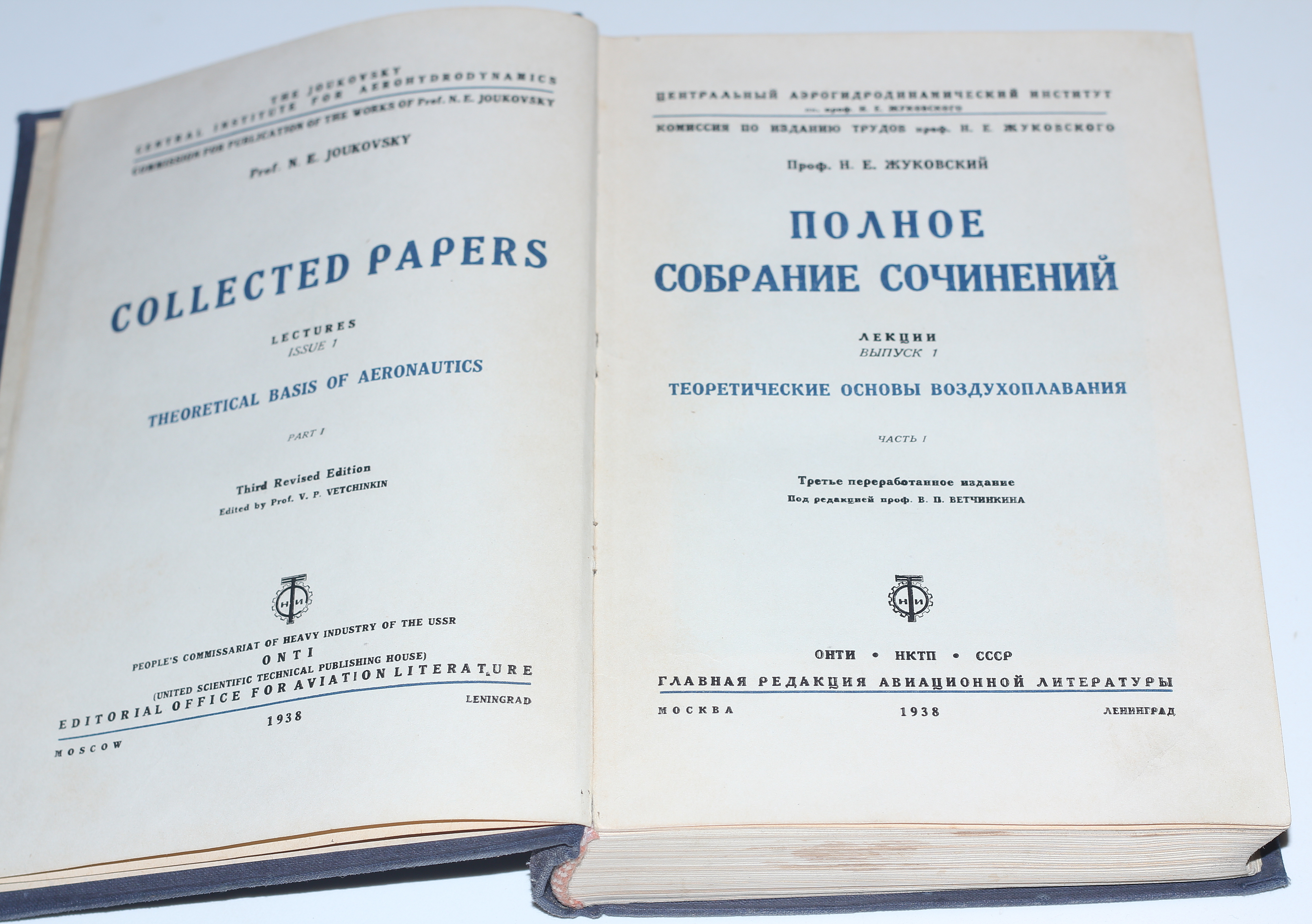
مجموعه مقاله‌های نیکولای ژوکوفسکی. مبانی نظری هوانوردی.
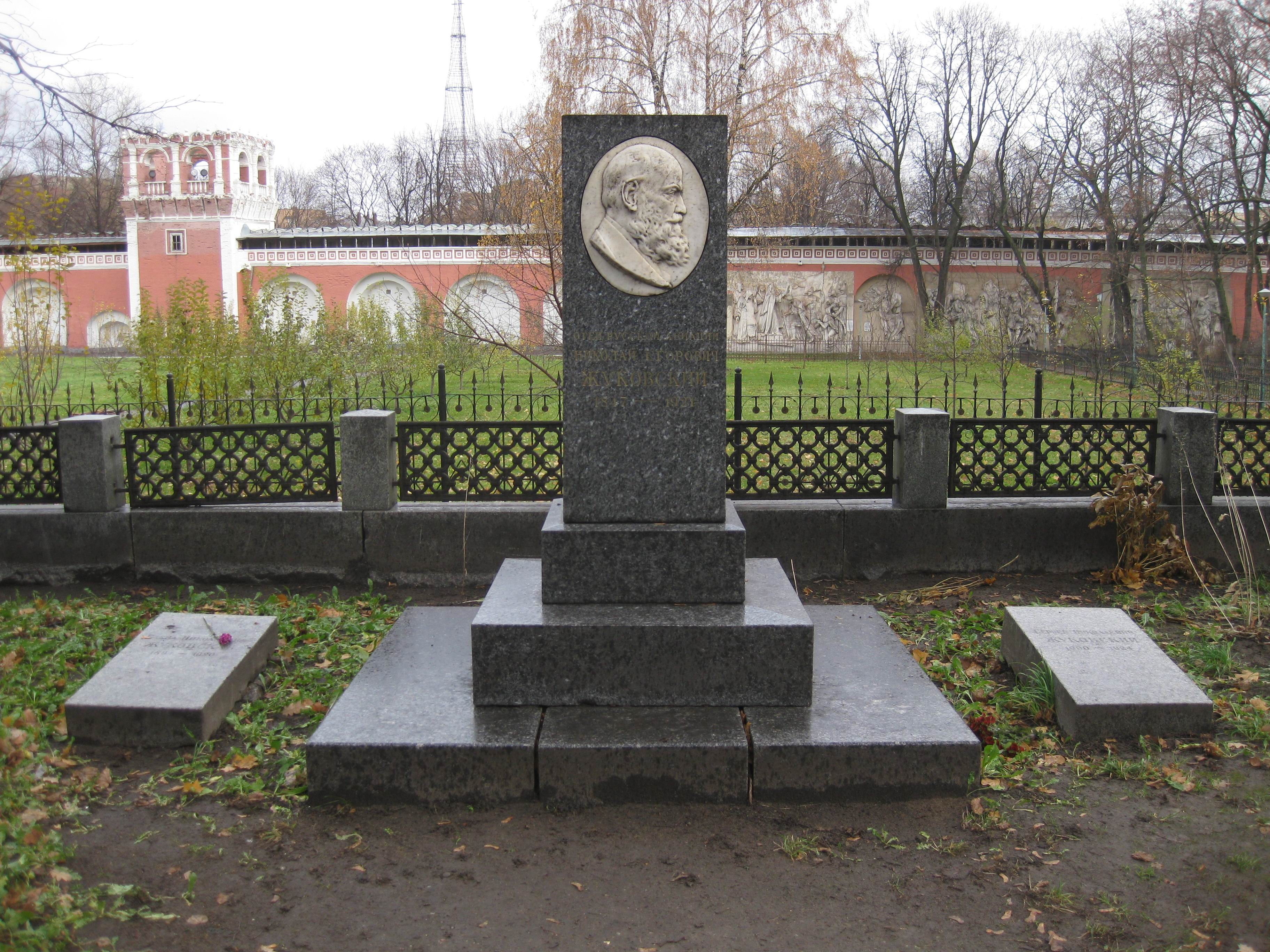
بنای یادبود نیکلای ایگوروویچ ژوکوفسکی در صومعه دونسکوی.